# Gerbangkertosusila

Map of Grebangkertosusila

Gerbangkertosusila is de benaming van de regio rondom de stad Surabaya (Soerabaja) in Oost-Java, Indonesië.
De naam is een acroniem van de deel uitmakende steden en regentschappen Gresik, Bangkalan, Mojokerto, Surabaya, Sidoarjo en Lamongan.
Bij de volkstelling van 2020 had de regio bijna 10 miljoen inwoners.
Deze regio kent ook veel landelijke gebieden. De officiële metropoolregio van Surabaya (Zona Surabaya Raya) bestaat uit deze stad en de aangrenzende regentschappen Gresik en Sidoarjo en telt 6,3 miljoen inwoners.
| Bestuurlijke regio | Oppervlakte | Inwoners 2020 |
| ------------------ | ----------- | ------------- |
| Surabaya           | 350.54      | 2,874,314     |
| Gresik             | 1,193.76    | 1,311,215     |
| Sidoarjo           | 719.34      | 2,082,800     |
| Zona Surabaya Raya | 2,247.55    | 6,268,329     |
| Bangkalan          | 1,260.14    | 1,060,377     |
| Mojokerto          | 969.36      | 1,119,209     |
| Mojokerto          | 20.21       | 132,424       |
| Lamongan           | 1,812.80    | 1,344,170     |
| Gerbangkertosusila | 6,310.06    | 9,924,509     |